# Leo Robin
Leo Robin, né le 6 avril 1900 à Pittsburgh et mort le 29 décembre 1984 à Woodland Hills, est un compositeur, parolier et auteur-compositeur américain.
Il est principalement connu pour avoir remporté l'Oscar de la meilleure chanson originale en 1939, pour la chanson Thanks for the Memory, en collaboration avec Ralph Rainger et interprétée par Bob Hope et Shirley Ross, qui apparaît dans le film The Big Broadcast of 1938.

## Biographie

### Jeunesse
Robin naît à Pittsburgh, en Pennsylvanie. Il est le fils de Max Robin, vendeur et de Fannie Finkelpearl Robin.
Il étudie à la faculté de droit de l'Université de Pittsburgh (en) et à l'école d'art dramatique de Carnegie Tech. Il travaille ensuite comme journaliste et comme publiciste.

### Carrière
Robin connaît ses premiers succès en 1926 avec By the Way, production de Broadway, suivis de plusieurs chansons apparaissant dans des comédies musicales, telles que Bubbling Over (1926), Hit the Deck, Judy (1927) et Hello Yourself (1928),.
En 1932, il part à Hollywood travailler pour Paramount Pictures. Son principal partenaire professionnel est le compositeur Ralph Rainger. Ensemble, ils deviennent l'un des principaux duos d'auteurs-compositeurs de films des années 1930 et du début des années 1940, avec plus de 50 chansons écrites et composées. Parmi celles-ci, Thanks for the Memory, oscarisée en 1938, qui apparaît dans le film The Big Broadcast of 1938 et chantée par Bob Hope dont elle deviendra un des titres les plus célèbres. Robin et Rainger collaborent jusqu'à la mort de ce dernier en 1942.
Robin continue ensuite la composition en collaboration, notamment avec Harold Arlen, Vincent Youmans, Sam Coslow, Richard A. Whiting, Jule Styne, Harry Warren ou Nacio Herb Brown. En 1949, il écrit avec Styne les chansonsde la comédie musicale Les hommes préfèrent les blondes, dont Diamonds Are a Girl's Best Friend, chanson emblématique de Carol Channing et plus tard reprise par Marilyn Monroe. Toujours avec Styne, en 1955, il collabore à la musique du film Ma sœur est du tonnerre, avant de se retirer officiellement de l'industrie cinématographique.
Leo Robin est intronisé au Songwriters Hall of Fame en 1972.

### Mort
Robin meurt le 29 décembre 1984 d'une insuffisance cardiaque[réf. nécessaire] à Woodland Hills, quartier de Los Angeles, à l'âge de 84 ans.
Il est enterré au cimetière Hillside Memorial Park de Culver City.